# 곡선초등학교
곡선초등학교는 대한민국 경기도 수원시 권선구에 있는 공립 초등학교이다.

## 학교 연혁
- 1992. 08. 05 곡선국민학교 설립 인가
- 1994. 05. 01 곡선국민학교 개교
- 1994. 05. 01 초대 정홍만 교장 취임
- 1996. 03. 01 곡선초등학교로 교명 변경
- 1998. 03. 01 『지역사회학교』도지정 연구시범학교 지정
- 1998. 03. 01 한국교원대학교 교육실습대용부속학교 지정
- 2001. 03. 01 『교육정보화』 도지정 연구시범학교 지정
- 2003. 03. 01 『효교육』 교육청지정 시범학교 운영
- 2003. 03. 01 37학급 편성(특수학급 1포함)
- 2005. 10. 28 ‘곡선 꿈나무’ 도서관 개관
- 2005. 12. 05 학교 평가 최우수 선정
- 2006. 05. 09 학교숲 가꾸기 사업
- 2007. 03. 01 33학급 편성(특수학급 2포함)
- 2007. 09. 01 제5대 이재훈 교장 취임
- 2008. 02. 15 제13회 졸업식
- 2008. 03. 01 31학급 편성(학습도움반 2포함)
- 2009. 02. 12 제14회 졸업식
- 2009. 03. 01 29학급 편성(학습도움반 2포함)
- 2009. 03. 02 입학식(4학급 124명)
- 2009. 03. 02 전교실 냉,난방기(천정형) 설치 완료
- 2009. 04. 23 과학축제 한마당잔치(제2회)
- 2009. 05. 15 옥상방수공사
- 2009. 05. 22 학교 공개의 날 운영
- 2009. 05. 27 제1회 곡선명인장제 실시
- 2009. 05. 27 사물함 교체(4~5학년)-324조
- 2009. 09. 03 화장실 리모델링 공사 완료(1~5층)
- 2010. 02. 15 제15회 졸업식
- 2010. 10. 20 영어체험실 리모델링(3실)
- 2011. 02. 15 제16회 졸업식(졸업생 167명,  누계 4172명)
- 2011. 03. 01 제6대 이성호 교장 취임, 27학급 편성(특수학급 2 포함)
- 2012. 02. 15 제17회 졸업식(졸업생 124명,  누계 4296명)
- 2012. 03. 01 26학급 편성(특수학급 2 포함)
- 2013. 02. 15 제18회 졸업식(졸업생 147명)
- 2013. 03. 01 24학급 편성(특수학급 2 포함)
- 2013. 03. 04 입학식(4학급 편성 95명)
- 2013. 03. 07 유치원 입학식 (1학급 편성 25명)
- 2013. 08. 16 유치원 놀이장 설치
- 2014. 02. 12 제1회 유치원 졸업식(졸업생 26명)
- 2014. 02. 13 제19회 졸업식(졸업생 123명, 누계 4,566명)
- 2014. 03. 01 23학급 편성(특수학급 2포함)
- 2014. 09. 01 제7대 허숙희 교장 취임. 23학급 편성(특수학급 2 포함)
- 2015. 02. 13 제20회 졸업식(졸업생 109명, 누계 4,675명)
- 2015. 03. 01 22학급 편성(특수학급 2포함)
- 2015. 03. 02 입학식(4학급 편성 92명)
- 2015. 03. 03 유치원 입학식(1학급 편성 24명)
- 2024. 05. 01 개교 30주년

## 근접한 건물
- 수원종합버스터미널
- 이마트 수원점
- NC백화점 수원터미널점